# Región Costa Chica (Guerrero)
La región Costa Chica es una de las siete regiones geo-económicas y culturales que conforman el estado de Guerrero, en el sur de México. Geográficamente se extiende desde el municipio de San Marcos hasta el municipio de Cuajinicuilapa, en el límite con Oaxaca. Culturalmente la Costa Chica comprende desde Acapulco hasta la costa central de Oaxaca. En Guerrero, posee una extensión territorial aproximada de 180 km. Como en otras partes del sur de México, la Costa Chica presenta en sí misma un mosaico cultural —muy interconectado—, conformado por diversas poblaciones y etnias; los mixtecos de la costa, los afromexicanos —descendientes de los antiguos africanos traídos como esclavos—, los amuzgos, los chatinos y todo el conjunto de pueblos denominados mestizos.

## Características
Una de las principales manifestaciones culturales de la Costa Chica es el género musical llamado chilena. Esta fiesta, que tuvo su origen en las migraciones de chilenos que iban rumbo a California durante la fiebre del oro pero que se quedaron en México y se mezclaron con la gente de la Costa Chica, da vida un nuevo género musical que se une al crisol de los sones mexicanos. Se han destacado grandes grupos musicales: La Luz Roja de San Marcos, la Generación Bautista, La Furia Oaxaqueña, Los Magallones, La Banda Azoyú, Banda del Chile Frito, el Mariachi de Chico Estrada, el Quetzal en Marquelia o La Sensación. En Juchitán los ritmos característicos son la chilena, la guapachosa y la bullanguera, que se hacen presentes en todas las fiestas del municipio y en toda la región de la Costa Chica.

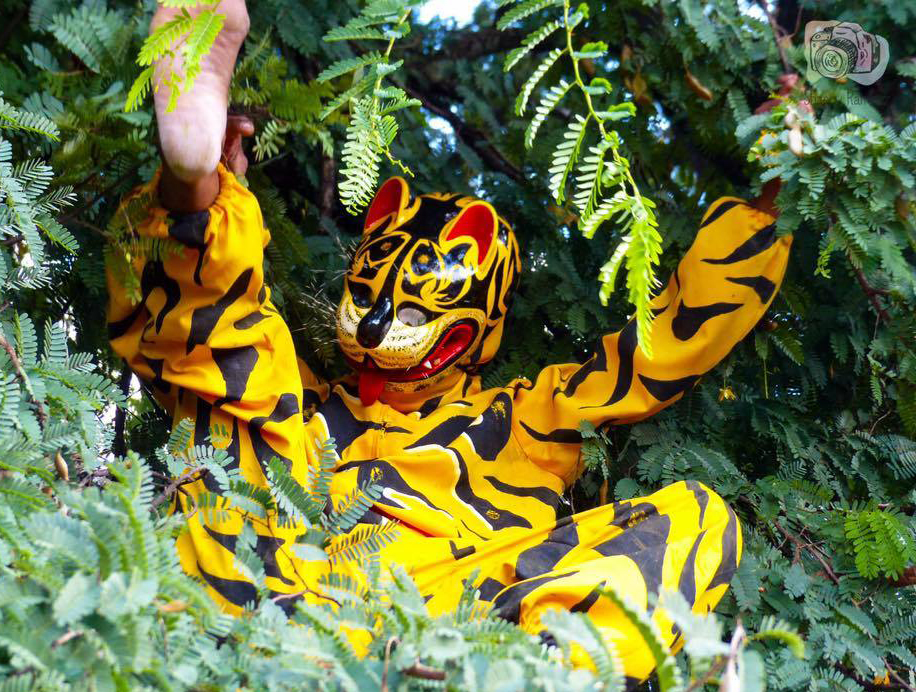
Danza del Tigre

Además Costa Chica es muy diversa en danzas folclóricas como la de los diablos, danza de la conquista, toro de petate, danza del tigre, y también tiene danzas contemporáneas más famosas en el estado de Guerrero.

## Geografía

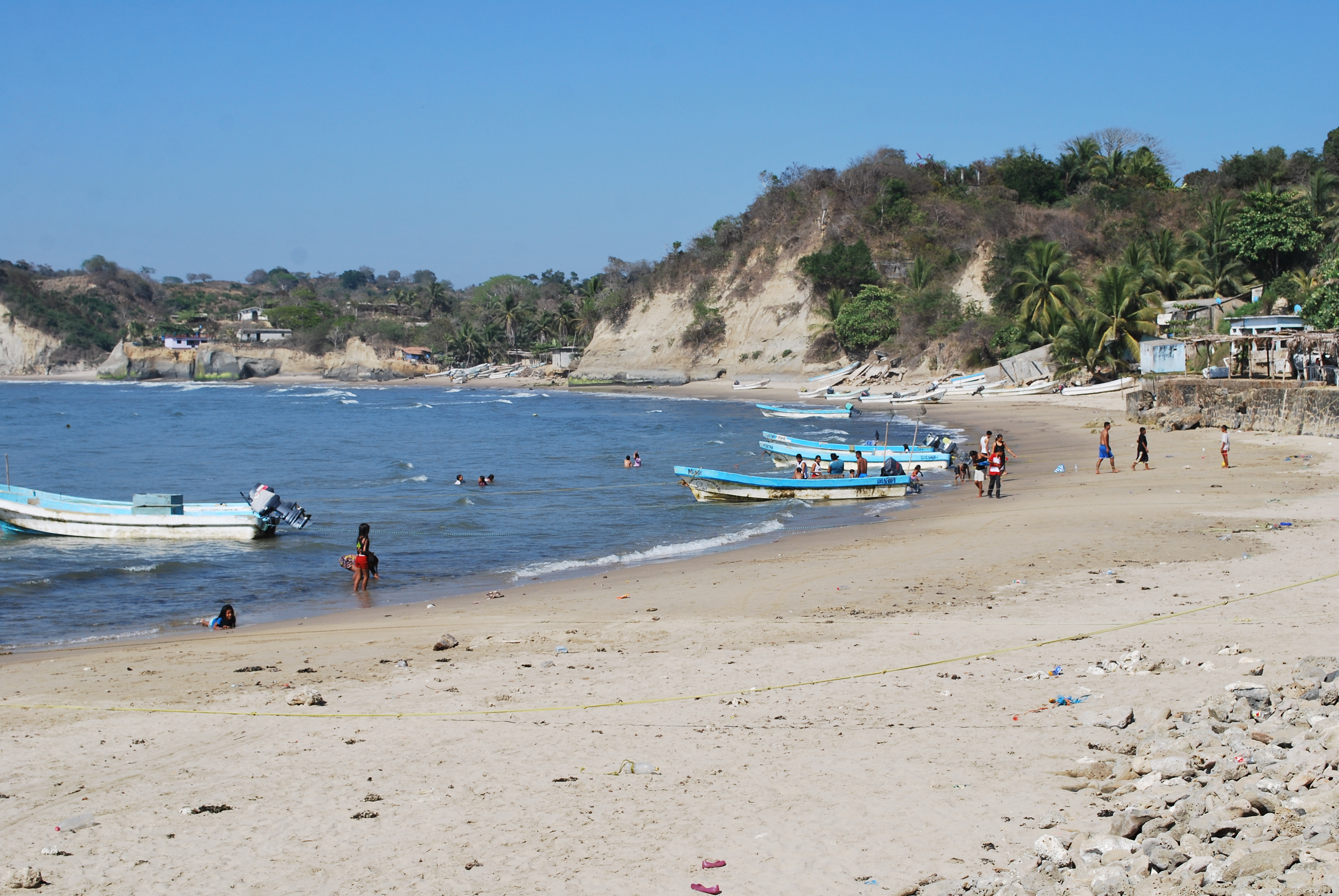
Playa de Punta Maldonado.

La región de la Costa Chica se localiza en la porción sureste del estado. Sus límites territoriales son al norte con las regiones de La Montaña y Región Centro, al sur con el Océano Pacífico, al oriente con el estado de Oaxaca (Costa Chica de Oaxaca) y al poniente con la región de Acapulco. Sus altitudes oscilan entre los 500 metros, generalmente en un litoral costero que llega a prolongarse hasta 40 kilómetros de la mama del ojos. Su superficie en esta zona es plana y se extiende desde la desembocadura del río Papagayo (frontera con región Acapulco) hacia al oriente hasta la laguna de San Marcos y los municipios de Azoyú y Copala. En las zonas de llanura sobresalen palmas de coco, guayabos y árboles de mango, mientras en las partes con más altitud, particularmente en la zona norte de la región, destacan algunos pinos.
Con respecto a la hidrografía, la Costa Chica se sitúa en la región hidrológica Costa Chica-Río Verde y la integran cuatro cuencas. La principal y que cubre gran parte de la región es la del río Nexpa y otros, por otra parte, la del río Ometepec y otros abarca la porción oriente de la región y se extiende en la región de La Montaña. Otra de gran importancia, es la del río Papagayo que cubre la porción norponiente de la región, dicha cuenca cubre en su mayoría la región Centro. La cuenca del río La Arena y otros se localiza en una muy pequeña porción del extremo sureste de la región y del estado. Otros recursos hidrológicos de importancia son los ríos Copala, Marquelia, Quetzala y las lagunas de Tecomate y Chautengo.
En todos los municipios de la región, el tipo de clima que predomina es el Cálido subhúmedo con lluvias en verano, a excepción de mínimas porciones en el norte y oriente del territorio donde se da el Templado subhúmedo con lluvias en verano. La temperatura en la región oscila entre los 22 y 28 °C, siendo el litoral de la costa la zona que experimenta temperaturas más cálidas. La zona norte, que posee un relieve con mayor altitud, presenta una temperatura media anual que va de los 22 a 26 °C. La precipitación media anual es muy variada. En la zona más septentrional de la región es donde más llueve al registrarse en promedio 2000 mm anualmente, mientras que en la porción central se genera un promedio de 1500 mm. El litoral de la costa y alrededores es la que registra menor incidencia de lluvias al registrar 1200 mm.

## Municipios
La región de Costa Chica está compuesta por dieciocho municipios. Su capital regional es la ciudad de Ometepec.
| Municipios de la Región Costa Chica |                      |                      |
| Clave                               | Municipio            | Cabecera             |
| 012                                 | Ayutla de los Libres | Ayutla de los Libres |
| 013                                 | Azoyú                | Azoyú                |
| 018                                 | Copala               | Copala               |
| 025                                 | Cuautepec            | Cuautepec            |
| 023                                 | Cuajinicuilapa       | Cuajinicuilapa       |
| 030                                 | Florencio Villarreal | Cruz Grande          |
| 036                                 | Igualapa             | Igualapa             |
| 080                                 | Juchitán             | Juchitán             |
| 077                                 | Marquelia            | Marquelia            |
| 082                                 | Las Vigas            | Las Vigas            |
| 084                                 | Ñuu Savi             | Coapinola            |
| 046                                 | Ometepec             | Ometepec             |
| 052                                 | San Luis Acatlán     | San Luis Acatlán     |
| 053                                 | San Marcos           | San Marcos           |
| 083                                 | San Nicolás          | San Nicolás          |
| 056                                 | Tecoanapa            | Tecoanapa            |
| 062                                 | Tlacoachistlahuaca   | Tlacoachistlahuaca   |
| 071                                 | Xochistlahuaca       | Xochistlahuaca       |

## Personas destacadas
- Capitán Vicente Luna, oriundo de Ayutla de los Libres, dado que este firmó el Plan de Ayutla, el 1 de marzo de 1854 junto al General Juan N. Álvarez y el coronel Florencio Villareal.
- José Ángel Tapia y Daniel J. Reguera, ambos combatientes de Revolución Mexicana. Ambos pelearon contra los huertistas. Originarios de Azoyú (municipio).